# Championnat de Pologne de football 2015-2016
Navigation
Ekstraklasa 2014-15 Ekstraklasa 2016-17
La saison 2015-2016 du championnat de Pologne de football est la 90e saison de l'histoire de la compétition et la 82e sous l'appellation « Ekstraklasa ». Le premier championnat dans la hiérarchie du football polonais oppose seize clubs en deux séries de trente et sept rencontres, disputées pour la première selon le système aller-retour où les différentes équipes s'affrontent une fois par phase et pour la seconde en matches simples, chaque équipe affrontant une seule fois les autres clubs présents dans son groupe. La saison commence le 17 juillet 2015 et prend fin le 15 mai 2016.
Les trois premières places de ce championnat sont qualificatives pour les compétitions européennes que sont la Ligue des champions et la Ligue Europa. Une quatrième place est attribuée au vainqueur de la coupe nationale.
Le Zagłębie Lubin et le Bruk-Bet Nieciecza sont les deux clubs promus cette saison.
Le Lech Poznań met son titre en jeu pour la septième fois de son histoire.
En tête à partir de la 24e journée, le Legia Varsovie sort finalement vainqueur de la lutte avec le Piast Gliwice pour le titre de champion, qu'il remporte pour la onzième fois de son histoire.
À l'inverse, le Górnik Zabrze et le Podbeskidzie Bielsko-Biała sont les deux clubs relégués.

## Les seize clubs participants

### Présentation
| \| Nieciecza Cracovia Górnik Ł. Górnik Z. Jagiellonia Korona Lech Lechia Legia Piast Podbeskidzie Pogoń Ruch Śląsk Wisła Zagłębie \| Localisation des clubs concernés. |
| Nieciecza Cracovia Górnik Ł. Górnik Z. Jagiellonia Korona Lech Lechia Legia Piast Podbeskidzie Pogoń Ruch Śląsk Wisła Zagłębie                                         |

Seize clubs ont obtenu sportivement leur présence dans la compétition, après les éditions 2014-2015 du championnat de Pologne de première et deuxième division. Les deux promus sont le Zagłębie Lubin, qui revient dans l'élite après une saison en D2, et le Bruk-Bet Nieciecza, qui y évolue pour la première fois de son histoire.
| Club                       | Dernière montée | Budget (en M€) | 2014- 2015 | Entraîneur           | Depuis | Stade                                            | Capacité théorique |
| -------------------------- | --------------- | -------------- | ---------- | -------------------- | ------ | ------------------------------------------------ | ------------------ |
| Bruk-Bet Nieciecza         | 2015            | 2,3            | 2e (D2)    | Piotr Mandrysz       | 2014   | Stade du Stal Mielec Stade du Bruk-Bet Nieciecza | 6 864 4 666        |
| Cracovia                   | 2013            | 4,7            | 9e         | Jacek Zieliński      | 2015   | Stade Józef Piłsudski                            | 15 016             |
| Górnik Łęczna              | 2014            | 2,8            | 14e        | Andrzej Rybarski     | 2016   | Stade du Górnik Łęczna                           | 7 226              |
| Górnik Zabrze              | 2010            | 3,3            | 7e         | Jan Żurek            | 2016   | Stade Ernest-Pohl                                | 24 413             |
| Jagiellonia Białystok      | 2007            | 4,7            | 3e         | Michał Probierz      | 2014   | Stade municipal                                  | 22 386             |
| Korona Kielce              | 2009            | 4,3            | 11e        | Marcin Brosz         | 2015   | Kolporter Arena                                  | 15 500             |
| Lech Poznań                | 2002            | 12,9           | 1er        | Jan Urban            | 2015   | Stade INEA                                       | 41 609             |
| Lechia Gdańsk              | 2008            | 9,4            | 5e         | Piotr Nowak          | 2016   | Stade Energa                                     | 42 105             |
| Legia Varsovie             | 1948            | 28,3           | 2e         | Stanislav Cherchesov | 2015   | Stade du maréchal J. Piłsudski                   | 31 103             |
| Piast Gliwice              | 2012            | 4,9            | 12e        | Radoslav Látal       | 2015   | Stade municipal                                  | 10 037             |
| Podbeskidzie Bielsko-Biała | 2011            | 2,8            | 13e        | Robert Podoliński    | 2015   | Stade municipal                                  | 6 962              |
| Pogoń Szczecin             | 2012            | 5,2            | 8e         | Czesław Michniewicz  | 2015   | Stade municipal                                  | 18 027             |
| Ruch Chorzów               | 2007            | 3,3            | 10e        | Waldemar Fornalik    | 2014   | Stade municipal                                  | 9 300              |
| Śląsk Wrocław              | 2008            | 5,9            | 4e         | Mariusz Rumak        | 2016   | Stade municipal                                  | 42 771             |
| Wisła Cracovie             | 1995            | 7,1            | 6e         | Dariusz Wdowczyk     | 2016   | Stade Henryk Reyman                              | 33 326             |
| Zagłębie Lubin             | 2015            | 5,4            | 1er (D2)   | Piotr Stokowiec      | 2014   | Stade du Zagłębie Lubin                          | 16 076             |

Légende :
- Qualifié pour le deuxième tour de qualification de la Ligue des champions 2015-2016.
- Qualifié pour le deuxième tour de qualification de la Ligue Europa 2015-2016.
- Qualifié pour le premier tour de qualification de la Ligue Europa 2015-2016.
- Promu de I liga.

### Changements d'entraîneurs en cours de saison
| Équipe                     | Équipe | Entraîneur partant   | Date de départ     | Remplacé par         | Date d'entrée en fonction |
| -------------------------- | ------ | -------------------- | ------------------ | -------------------- | ------------------------- |
| Górnik Zabrze              | 16e    | Robert Warzycha      | 13 août 2015       | Leszek Ojrzyński     | 13 août 2015              |
| Lechia Gdańsk              | 12e    | Jerzy Brzęczek       | 1er septembre 2015 | Thomas von Heesen    | 1er septembre 2015        |
| Podbeskidzie Bielsko-Biała | 14e    | Dariusz Kubicki      | 19 septembre 2015  | Robert Podoliński    | 20 septembre 2015         |
| Legia Varsovie             | 4e     | Henning Berg         | 4 octobre 2015     | Stanislav Cherchesov | 6 octobre 2015            |
| Lech Poznań                | 16e    | Maciej Skorża        | 12 octobre 2015    | Jan Urban            | 12 octobre 2015           |
| Wisła Cracovie             | 4e     | Kazimierz Moskal     | 30 novembre 2015   | Tadeusz Pawłowski    | 22 décembre 2015          |
| Lechia Gdańsk (2)          | 14e    | Thomas von Heesen    | 3 décembre 2015    | Piotr Nowak          | 12 janvier 2016           |
| Śląsk Wrocław              | 16e    | Tadeusz Pawłowski    | 7 décembre 2015    | Romuald Szukiełowicz | 7 décembre 2015           |
| Wisła Cracovie (2)         | 15e    | Tadeusz Pawłowski    | 29 février 2016    | Dariusz Wdowczyk     | 13 mars 2016              |
| Górnik Zabrze (2)          | 16e    | Leszek Ojrzyński     | 3 mars 2016        | Jan Żurek            | 3 mars 2016               |
| Śląsk Wrocław (2)          | 15e    | Romuald Szukiełowicz | 9 mars 2016        | Mariusz Rumak        | 9 mars 2016               |
| Górnik Łęczna              | 15e    | Yuriy Shatalov       | 6 mai 2016         | Andrzej Rybarski     | 6 mai 2016 (intérim)      |

## Compétition

### Première phase
Longtemps à la lutte pour la première place, c'est finalement le Legia Varsovie qui l'occupe à l'issue de la première phase, deux points devant le Piast Gliwice. Ces deux clubs sont suivis d'assez loin par un groupe de quatre équipes qui se tiennent en quelques points, à savoir le Pogoń Szczecin, le Zagłębie Lubin, promu cette saison, le Cracovia et le Lech Poznań, le tenant du titre qui occupait la deuxième partie de classement jusqu'à la 19e journée et même les deux dernières places de la 8e à la 16e journée.
Les deux dernières places qualificatives pour le « groupe titre » se sont disputées jusqu'à la dernière minute, sept clubs pouvant encore y accéder avant la dernière journée. Alors que dans un premier temps c'est le Podbeskidzie Bielsko-Biała qui accompagne le Lechia Gdańsk, après sa victoire sur le Bruk-Bet Nieciecza, il subit finalement la décision de la fédération polonaise qui enjoint au Lechia de retirer sa plainte auprès du Tribunal arbitral du sport, qui avait accédé à sa demande d'annulation de retrait de point,, et qui replace le Ruch Chorzów à la 8e place. Les trois clubs sont désormais départagés à la différence de points particulière, défavorable au Podbeskidzie alors qu'il devançait le Ruch sur leurs deux confrontations, grâce cette fois-ci à sa position au classement du fair-play.
Derrière, le Górnik Łęczna et le Górnik Zabrze, club le plus titré du championnat, ferment la marche.

#### Classement

##### Classement général
| Rang | Équipe                     | Pts | J  | G  | N  | P  | Bp | Bc | Diff |
| ---- | -------------------------- | --- | -- | -- | -- | -- | -- | -- | ---- |
| 1    | Legia Varsovie             | 60  | 30 | 17 | 9  | 4  | 58 | 28 | +30  |
| 2    | Piast Gliwice              | 58  | 30 | 17 | 7  | 6  | 49 | 36 | +13  |
| 3    | Pogoń Szczecin             | 46  | 30 | 10 | 16 | 4  | 36 | 30 | +6   |
| 4    | Zagłębie Lubin (P)         | 45  | 30 | 12 | 9  | 9  | 41 | 37 | +4   |
| 5    | Cracovia                   | 45  | 30 | 12 | 9  | 9  | 57 | 42 | +15  |
| 6    | Lech Poznań (T)            | 43  | 30 | 13 | 4  | 13 | 37 | 38 | -1   |
| 7    | Lechia Gdańsk -1,          | 38  | 30 | 10 | 9  | 11 | 45 | 37 | +8   |
| 8    | Ruch Chorzów -1            | 38  | 30 | 11 | 6  | 13 | 37 | 46 | -9   |
| 9    | Podbeskidzie Bielsko-Biała | 38  | 30 | 9  | 11 | 10 | 37 | 46 | -9   |
| 10   | Korona Kielce              | 37  | 30 | 9  | 10 | 11 | 32 | 37 | -5   |
| 11   | Wisła Cracovie -1          | 36  | 30 | 8  | 13 | 9  | 45 | 35 | +10  |
| 12   | Jagiellonia Białystok      | 35  | 30 | 10 | 5  | 15 | 37 | 54 | -17  |
| 13   | Śląsk Wrocław              | 34  | 30 | 8  | 10 | 12 | 28 | 37 | -9   |
| 14   | Bruk-Bet Nieciecza (P)     | 33  | 30 | 8  | 9  | 13 | 33 | 43 | -10  |
| 15   | Górnik Łęczna              | 31  | 30 | 8  | 7  | 15 | 30 | 43 | -13  |
| 16   | Górnik Zabrze -1           | 25  | 30 | 4  | 14 | 12 | 33 | 46 | -13  |

| Légende : Qualifications | Légende : Qualifications                                                              |
| ------------------------ | ------------------------------------------------------------------------------------- |
|                          | Qualification pour le « groupe titre » : 1er, 2e, 3e, 4e, 5e, 6e, 7e et 8e            |
|                          | Qualification pour le « groupe relégation » : 9e, 10e, 11e, 12e, 13e, 14e, 15e et 16e |
|                          | (T) : Tenant du titre (P) : Promu de deuxième division                                |

##### Équipe en tête journée par journée
Note : La frise ne prend pas en compte les matchs disputés en retard.

#### Tableau des rencontres
| Résultats (▼dom., ►ext.)                                   | BNI | CRA | GŁĘ | GZA | JAG | KOR | LPO | LGD | LEG | PIA | POD | POG | RUC | ŚLĄ | WIS | ZAG |
| Bruk-Bet Nieciecza                                         |     | 1-1 | 1-1 | 3-0 | 2-0 | 0-1 | 3-1 | 0-1 | 3-0 | 3-5 | 0-2 | 1-1 | 0-1 | 1-1 | 2-4 | 1-0 |
| Cracovia                                                   | 2-3 |     | 0-0 | 3-0 | 1-1 | 2-2 | 5-2 | 3-0 | 1-2 | 1-2 | 4-1 | 4-1 | 2-1 | 4-1 | 1-1 | 1-2 |
| Górnik Łęczna                                              | 1-2 | 1-0 |     | 2-1 | 3-2 | 3-2 | 0-1 | 3-1 | 0-2 | 0-0 | 1-2 | 2-3 | 0-3 | 2-3 | 1-0 | 0-2 |
| Górnik Zabrze                                              | 0-0 | 1-1 | 1-1 |     | 1-3 | 0-1 | 0-2 | 1-1 | 2-2 | 5-2 | 0-2 | 1-1 | 0-2 | 2-0 | 1-1 | 2-2 |
| Jagiellonia Białystok                                      | 2-0 | 2-2 | 1-0 | 2-3 |     | 1-0 | 1-0 | 0-3 | 1-1 | 0-2 | 0-3 | 0-0 | 2-1 | 2-1 | 1-4 | 1-2 |
| Korona Kielce                                              | 0-1 | 0-3 | 0-2 | 2-1 | 3-2 |     | 0-1 | 4-2 | 1-3 | 1-1 | 0-0 | 1-1 | 1-2 | 2-2 | 1-1 | 0-2 |
| Lech Poznań                                                | 5-2 | 2-1 | 3-1 | 1-1 | 0-2 | 0-0 |     | 2-1 | 0-2 | 0-1 | 0-1 | 1-2 | 2-2 | 0-1 | 2-0 | 2-0 |
| Lechia Gdańsk                                              | 1-1 | 0-1 | 3-1 | 1-1 | 5-1 | 0-0 | 0-1 |     | 1-3 | 3-1 | 5-0 | 1-1 | 2-0 | 1-0 | 2-0 | 3-1 |
| Legia Varsovie                                             | 1-1 | 3-1 | 2-1 | 3-1 | 4-0 | 1-2 | 0-1 | 1-1 |     | 1-1 | 5-0 | 1-0 | 2-0 | 1-0 | 1-1 | 2-2 |
| Piast Gliwice                                              | 1-0 | 2-2 | 3-0 | 3-2 | 2-0 | 0-1 | 2-0 | 2-1 | 2-1 |     | 3-2 | 0-0 | 3-0 | 1-0 | 1-0 | 2-0 |
| Podbeskidzie Bielsko-Biała                                 | 2-0 | 0-1 | 2-0 | 0-0 | 1-1 | 1-1 | 4-1 | 1-1 | 2-2 | 2-2 |     | 2-3 | 1-1 | 0-1 | 0-6 | 1-2 |
| Pogoń Szczecin                                             | 1-1 | 2-2 | 0-0 | 1-1 | 2-1 | 3-2 | 0-2 | 1-0 | 0-0 | 3-1 | 2-0 |     | 2-3 | 1-1 | 1-1 | 0-0 |
| Ruch Chorzów                                               | 4-1 | 2-3 | 0-2 | 1-0 | 0-4 | 2-1 | 1-3 | 3-2 | 1-4 | 2-0 | 1-1 | 0-2 |     | 1-0 | 2-3 | 0-0 |
| Śląsk Wrocław                                              | 2-0 | 2-1 | 2-1 | 0-0 | 3-1 | 0-1 | 1-1 | 0-0 | 1-4 | 1-2 | 1-1 | 0-0 | 0-0 |     | 1-0 | 0-2 |
| Wisła Cracovie                                             | 0-0 | 1-2 | 1-1 | 1-1 | 5-1 | 0-0 | 2-0 | 3-3 | 0-2 | 1-1 | 1-2 | 0-1 | 0-0 | 4-2 |     | 1-1 |
| Zagłębie Lubin                                             | 2-0 | 4-2 | 0-0 | 2-4 | 0-2 | 0-2 | 2-1 | 1-0 | 1-2 | 4-1 | 1-1 | 1-1 | 3-1 | 1-1 | 1-3 |     |
| - Victoire à domicile - Match nul - Victoire à l'extérieur |     |     |     |     |     |     |     |     |     |     |     |     |     |     |     |     |

### Seconde phase
Avant le début de cette seconde phase, les points de chaque équipe obtenus en saison régulière sont divisés par deux et arrondis au demi point supérieur.

#### Groupe A
À la lutte toute la saison pour obtenir le titre de champion, le Legia Varsovie et le Piast Gliwice, à égalité de points avant la dernière journée, sont finalement départagés après une défaite finale du Piast à domicile contre le Zagłębie Lubin, qualifié pour la Ligue Europa alors qu'il a été promu cette saison. Ils sont accompagnés en coupe d'Europe par le Cracovia, qui affrontait le Lechia Gdańsk lors de la 37e journée dans un duel pour la dernière place qualificative à la Ligue Europa.

##### Classement
| Rang | Équipe             | Pts | J  | G  | N  | P  | Bp | Bc | Diff |
| ---- | ------------------ | --- | -- | -- | -- | -- | -- | -- | ---- |
| 1    | Legia Varsovie (C) | 43  | 37 | 21 | 10 | 6  | 70 | 32 | +38  |
| 2    | Piast Gliwice      | 40  | 37 | 20 | 9  | 8  | 60 | 45 | +15  |
| 3    | Zagłębie Lubin (P) | 38  | 37 | 17 | 9  | 11 | 55 | 42 | +13  |
| 4    | Cracovia           | 36  | 37 | 16 | 10 | 11 | 66 | 50 | +16  |
| 5    | Lechia Gdańsk      | 32  | 37 | 14 | 10 | 13 | 53 | 44 | +9   |
| 6    | Pogoń Szczecin     | 30  | 37 | 12 | 17 | 8  | 43 | 43 | 0    |
| 7    | Lech Poznań (T)    | 27  | 37 | 14 | 6  | 17 | 42 | 47 | -5   |
| 8    | Ruch Chorzów       | 21  | 37 | 11 | 8  | 18 | 40 | 60 | -20  |

| Légende : Qualifications | Légende : Qualifications                                                                      |
| ------------------------ | --------------------------------------------------------------------------------------------- |
|                          | Ligue des champions 2016-2017 (deuxième tour de qualification) : 1er                          |
|                          | Ligue Europa 2016-2017 (deuxième tour de qualification) : vainqueur de la coupe               |
|                          | Ligue Europa 2016-2017 (premier tour de qualification) : 2e, 3e                               |
|                          | (T) : Tenant du titre (C) : Vainqueur de la Coupe de Pologne (P) : Promu de deuxième division |

##### Tableau des rencontres
| Résultats (▼dom., ►ext.)                                   | CRA | LPO | LGD | LEG | PIA | POG | RUC | ZAG |
| Cracovia                                                   |     | 2-0 | 2-0 |     |     |     |     | 1-0 |
| Lech Poznań                                                |     |     | 0-0 |     | 2-2 |     | 3-0 |     |
| Lechia Gdańsk                                              |     |     |     | 2-0 |     | 2-0 | 2-1 |     |
| Legia Varsovie                                             | 4-0 | 1-0 |     |     | 4-0 | 3-0 |     |     |
| Piast Gliwice                                              | 1-1 |     | 3-0 |     |     | 2-1 |     | 0-1 |
| Pogoń Szczecin                                             | 3-2 | 1-0 |     |     |     |     | 1-1 | 1-3 |
| Ruch Chorzów                                               | 0-1 |     |     | 0-0 | 0-3 |     |     |     |
| Zagłębie Lubin                                             |     | 3-0 | 1-2 | 2-0 |     |     | 4-1 |     |
| - Victoire à domicile - Match nul - Victoire à l'extérieur |     |     |     |     |     |     |     |     |

#### Groupe B
Pourtant très proche de se qualifier pour le « groupe titre », le Podbeskidzie Bielsko-Biała est le premier club à être relégué au soir de la 36e journée, après une cinquième défaite en six matchs. La bataille pour le maintien se joue finalement entre les deux Górnik, et alors que Łęczna chute sur la pelouse du Śląsk Wrocław lors de l'ultime journée, le Górnik Zabrze n'en profite pas en ne faisant pas mieux que match nul contre le Bruk-Bet Nieciecza, alors qu'une victoire l'aurait sauvé de la relégation.

##### Classement
| Rang | Équipe                     | Pts | J  | G  | N  | P  | Bp | Bc | Diff |
| ---- | -------------------------- | --- | -- | -- | -- | -- | -- | -- | ---- |
| 9    | Wisła Cracovie             | 32  | 37 | 12 | 15 | 10 | 61 | 45 | +16  |
| 10   | Śląsk Wrocław              | 31  | 37 | 12 | 12 | 13 | 41 | 46 | -5   |
| 11   | Jagiellonia Białystok      | 28  | 37 | 13 | 6  | 18 | 46 | 62 | -16  |
| 12   | Korona Kielce              | 27  | 37 | 10 | 15 | 12 | 39 | 45 | -6   |
| 13   | Bruk-Bet Nieciecza (P)     | 26  | 37 | 10 | 12 | 15 | 39 | 50 | -11  |
| 14   | Górnik Łęczna              | 24  | 37 | 10 | 9  | 18 | 40 | 53 | -13  |
| 15   | Górnik Zabrze              | 23  | 37 | 6  | 18 | 13 | 38 | 51 | -13  |
| 16   | Podbeskidzie Bielsko-Biała | 20  | 37 | 9  | 12 | 16 | 45 | 63 | -18  |

| Légende : Relégations | Légende : Relégations             |
| --------------------- | --------------------------------- |
|                       | Relégation en I liga : 15e et 16e |
|                       | (P) : Promu de deuxième division  |

##### Tableau des rencontres
| Résultats (▼dom., ►ext.)                                   | BNI | GŁĘ | GZA | JAG | KOR | POD | ŚLĄ | WIS |
| Bruk-Bet Nieciecza                                         |     | 0-2 | 1-1 |     | 0-0 |     |     |     |
| Górnik Łęczna                                              |     |     | 0-0 |     |     | 5-1 |     | 0-3 |
| Górnik Zabrze                                              |     |     |     |     | 0-0 | 1-0 | 2-1 |     |
| Jagiellonia Białystok                                      | 0-1 | 2-0 | 0-0 |     |     | 3-2 |     |     |
| Korona Kielce                                              |     | 1-1 |     | 1-3 |     |     | 1-1 | 3-2 |
| Podbeskidzie Bielsko-Biała                                 | 0-1 |     |     |     | 1-1 |     | 1-2 | 3-4 |
| Śląsk Wrocław                                              | 2-1 | 3-2 |     | 3-1 |     |     |     |     |
| Wisła Cracovie                                             | 2-2 |     | 3-1 | 1-0 |     |     | 1-1 |     |
| - Victoire à domicile - Match nul - Victoire à l'extérieur |     |     |     |     |     |     |     |     |

### Joueur du mois Ekstraklasa SA, Przegląd Sportowy et Onet.pl
| Mois      | Joueur              | Club           |
| --------- | ------------------- | -------------- |
| Août      | Nemanja Nikolić,    | Legia Varsovie |
| Septembre | Nemanja Nikolić,    | Legia Varsovie |
| Octobre   | Nemanja Nikolić,    | Legia Varsovie |
| Novembre  | Mateusz Cetnarski   | Cracovia       |
| Février   | Rafał Murawski      | Pogoń Szczecin |
| Mars      | Filip Starzyński    | Zagłębie Lubin |
| Avril     | Aleksandar Prijović | Legia Varsovie |

Chaque mois, l'organisateur du championnat, Ekstraklasa SA, le journal sportif Przegląd Sportowy, les utilisateurs d'Onet.pl, le plus grand portail web du pays, le groupe de télévision nc+ et le sponsor Aztorin élisent le meilleur joueur de la ligue.
Deux mois après son arrivée dans le championnat, l'international hongrois Nemanja Nikolić remporte le premier prix de la saison, en août, avant de renouveler la chose lors des deux mois suivants,, grâce notamment à sa première place au classement des buteurs. C'est la première fois qu'un joueur réussit à remporter ce prix trois fois d'affilée.
Les mois suivants consacrent des joueurs phares des équipes en forme du moment, avant qu'un nouveau légionnaire ne remporte le trophée en avril.

### Récompenses individuelles de fin de saison
Lors du gala de fin de saison, qui se tient dans les studios du groupe Canal+, les pensionnaires des deux meilleures équipes de la saison, le Legia Varsovie et le Piast Gliwice, remportent les principales récompenses. Ainsi, Nemanja Nikolić, meilleur buteur du championnat avec le Legia, recordman du nombre de buts (28 au total) sur une saison depuis le début du XXIe siècle et buteur face à toutes les équipes de la ligue (une première depuis 1958), est élu meilleur joueur et meilleur attaquant d'Ekstraklasa. La défense du Piast est mise à l'honneur avec les prix de meilleur gardien pour Jakub Szmatuła et de meilleur défenseur pour Patrik Mráz. Leur entraîneur, Radoslav Látal, est désigné entraîneur de l'année.
Les deux derniers joueurs mis en avant sont Rafał Murawski (Pogoń Szczecin) pour le prix de meilleur milieu de terrain et Bartosz Kapustka (Cracovia), désigné révélation de la saison.

## Statistiques
| 28 buts - Nemanja Nikolić (Legia Varsovie) 16 buts - Airam Cabrera (en) (Korona Kielce) 15 buts - Deniss Rakels (Cracovia) - Mariusz Stępiński (Ruch Chorzów) 14 buts - Paweł Brożek (Wisła Cracovie) | 13 passes - Patrik Mráz (Piast Gliwice) 12 passes - Mateusz Cetnarski (Cracovia) 10 passes - Nemanja Nikolić (Legia Varsovie) - Tomasz Nowak (en) (Górnik Łęczna) |

Sources : ekstraklasa.org, 90minut.pl, sportowefakty.wp.pl

### Moyenne de buts marqués par journée
Ce graphique représente le nombre de buts marqués (778 au total cette saison) lors de chaque journée. Il est également indiqué la moyenne totale sur la saison, qui est de 21,03 buts par journée, soit 2,63 par match, en léger recul par rapport à la saison précédente mais toujours à un haut niveau sur les dernières années.

### Affluences
Avant la dernière journée de la première phase, le championnat bat le record d'affluence de son ère moderne, à ce stade, avec plus de deux millions de spectateurs dans les stades, en augmentation de 11 % par rapport à la saison précédente. Cette tendance est confirmée en fin de saison, avec un record de 2,7 millions de spectateurs, pour une moyenne de 9 121 spectateurs par match, en hausse de 9,19 % par rapport à la saison 2014-2015. Le record d'affluence de la saison a été enregistré lors du match Lech Poznań - Legia Varsovie (28e journée), avec 41 567 spectateurs rassemblés au stade INEA.
Le graphique ci-dessous présente pour chaque club la moyenne par match des affluences enregistrées dans leur stade.

## Aspects financiers

### Sponsors
Après quatre saisons passées en tant que sponsor principal, T-Mobile n'est plus que le sponsor « technologique » du championnat et disparait ainsi de son titre officiel et de son logo. L'opérateur de téléphonie mobile s'emploie désormais à fournir et analyser l'ensemble des statistiques liées à la compétition.
Pour la deuxième saison de suite, et alors qu'il lui reste deux ans de contrat avec le championnat, Adidas est le fournisseur officiel de l'Ekstraklasa.

### Couverture médiatique

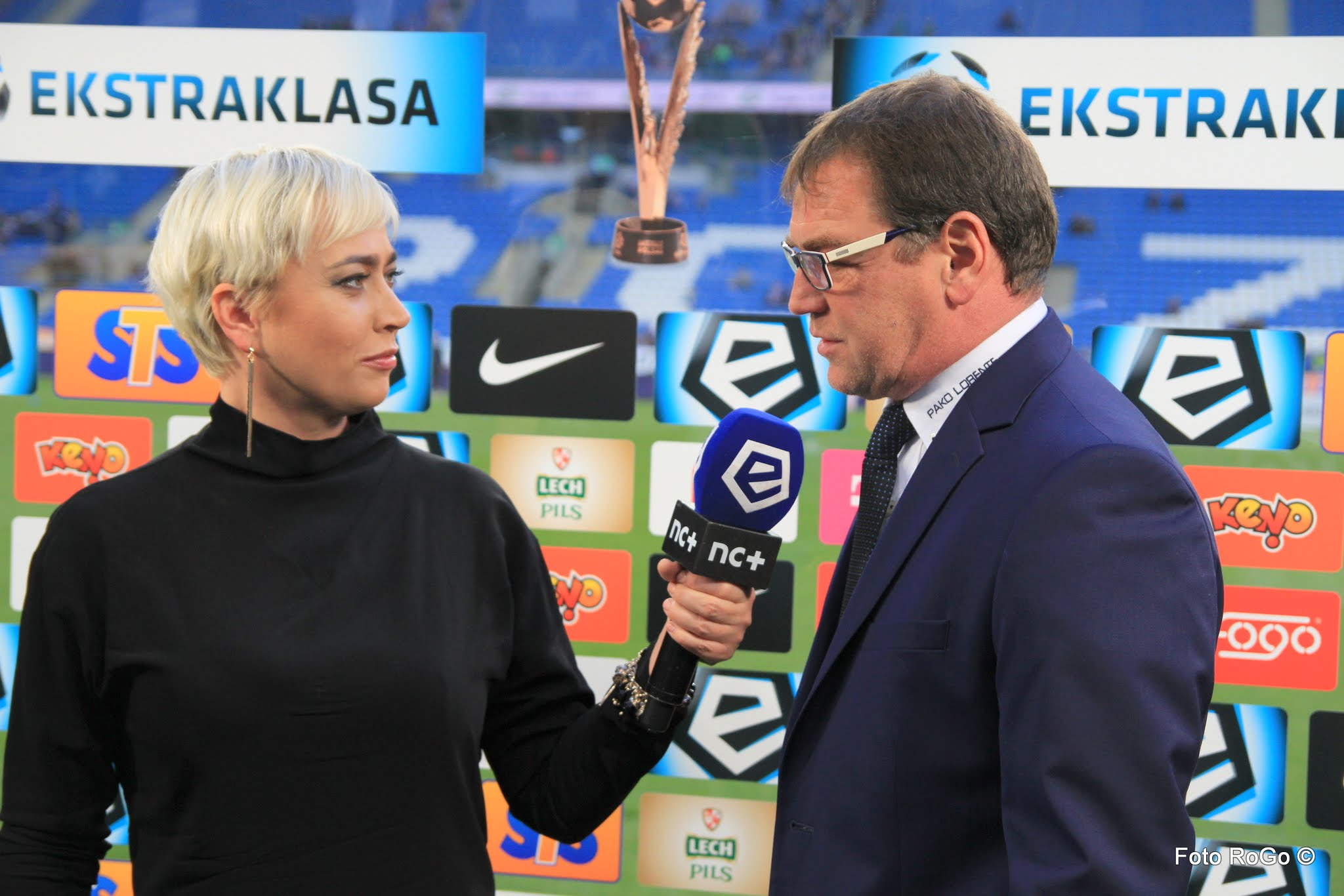
Interview d'avant match avec l'entraîneur du Lech Poznań Jan Urban, en novembre 2015.

Comme depuis les années 1990, Canal+ Polska est le détenteur majeur des droits du championnat de Pologne de football, et est en mesure de retransmettre six rencontres sur huit à chaque journée, via ses chaînes Canal+, Canal+ Sport et Canal+ Sport 2. Le groupe Canal+ a en effet remporté le dernier appel d'offres en mai 2015 et signé un contrat que le lie avec la ligue pour les quatre prochaines années, tandis qu'Eurosport hérite des deux matchs restants.
Alors que Canal+ diffuse les matchs du vendredi soir (20 h 30), du samedi (15 h 30, 18 h et 20 h 30) et du dimanche (15 h 30 et 18 h), la chaîne Eurosport 2 est elle positionnée sur la fin d'après-midi du vendredi et du lundi (18 h). Les deux groupes présentent également un magazine à chaque fin de journée.
La chaîne publique TVP 1 diffuse quant à elle quatre matchs dans la saison et un magazine sportif, tandis qu'à l'international la chaîne de télévision allemande Sportdigital.tv, disponible sur le câble « dans le lot » Sky Deutschland, possède les droits de l'Ekstraklasa depuis février 2012 et diffuse trois matches par semaine, tout comme la chaîne britannique Sports Tonight Live.